# West Stow
West Stow – wieś w Anglii, w hrabstwie Suffolk. Leży 43 km na północny zachód od miasta Ipswich i 104 km na północny wschód od Londynu.